# Uma Fada no Freezer

Uma Fada no Freezer é uma peça teatral escrita por Julio Zanotta, na qual uma fada europeia vive uma trama aos avessos de uma fábula encantada. O espetáculo conta a história de uma fada, interpretada por Ana Paula Schneider, que é expulsa da Europa pelas fadas da Disney e exilada na Antártica, onde sobrevive se alimentando com sopa de pinguim. Depois de algum tempo, a fada é trazida para uma clínica psiquiátrica escondida dentro de uma bola de sorvete. Na clínica ela é trancada num freezer, de onde pode sair apenas uma vez ao ano, na data do seu aniversário. Numa destas ocasiões ela sai do freezer e conta sua história.
O escritor e dramaturgo Julio Zanotta escreveu o drama especialmente para a atriz Ana Paula Schneider, e assim surgiu a combinação entre dramaturgia direcionada e a consolidação de um papel de acordo com as qualidades da atriz. A direção de Francisco de Los Santos e a preparação corporal da coreógrafa Luciana Hoppe deram à peça um ambiente frio e sensível, aliado ao toque poético, forte e metafórico do texto.

## Principais apresentações em Porto Alegre durante 5 anos
Uma Fada no Freezer foi sucesso entre o público feminino, pois abordou um conceito de amor e paixão sutil, explosivo e sensual. A peça teve sua estreia oficial no dia 30 de novembro de 2011 no Teatro de Câmara Túlio Piva em Porto Alegre, onde se apresentou todas as quartas-feiras as 20h até o dia 21 de dezembro de 2011. Em 2012 a peça voltou a ser apresentada em Porto Alegre nos dias 20 e 27 julho 2012 no Espaço Cultural La Photo. Em 2013 a peça fez parte da programação do projeto Porto Verão Alegre com apresentações no Teatro de Arena (Porto Alegre) nos dias 15, 16 e 17 de fevereiro de 2013, ás 21h. Também no ano de 2013 a peça foi apresentada durante a 3ª Mostra Tragicômica de Teatro entre os dias 31 de maio e 02 de junho, na sala 504 da Usina do Gasômetro.  Em 2014 a peça voltou a fazer parte da programação do projeto Porto Verão Alegre com apresentações na Casa de Cultura Mario Quintana nos dias 07, 08 e 09 de fevereiro de 2014. Ainda em 2014 Uma Fada no Freezer voltou à sala 504 da Usina do Gasômetro, de quintas a sábados às 20h e domingos às 21h, fazendo oito apresentações entre os dias 16 e 26 de outubro. No ano de 2016 a peça Uma Fada no Frezzer comemorou cinco anos em cartaz com uma temporada no Teatro do Instituto Histórico e Geográfico do Rio Grande do Sul, de 29 de novembro a 01 de dezembro.

## Prêmios e indicações
| Ano  | Prêmio                         | Categoria            | Indicado                                | Resultado |
| ---- | ------------------------------ | -------------------- | --------------------------------------- | --------- |
| 2011 | Prêmio Açorianos               | Espetáculo           | Uma Fada no Freezer                     | Indicado  |
| 2011 | Prêmio Açorianos               | Direção              | Francisco de Los Santos e Luciana Hoppe | Indicado  |
| 2011 | Prêmio Açorianos               | Atriz Revelação      | Ana Paula Schneider                     | Venceu    |
| 2016 | Festival de Teatro de Gravataí | Melhor Texto Inédito | Julio Zanotta                           | Venceu    |
| 2016 | Festival de Teatro de Gravataí | Melhor Atriz         | Ana Paula Schneider                     | Venceu    |
| 2016 | Festival de Teatro de Gravataí | Melhor Espetáculo    | Uma Fada No Freezer                     | Finalista |